# Série mondiale 2009
La Série mondiale 2009 est la 105e série finale des Ligues majeures de baseball. 
Elle débute le 28 octobre 2009 et se termine le 4 novembre 2009 par une victoire des Yankees de New York, quatre parties à deux sur les Phillies de Philadelphie.

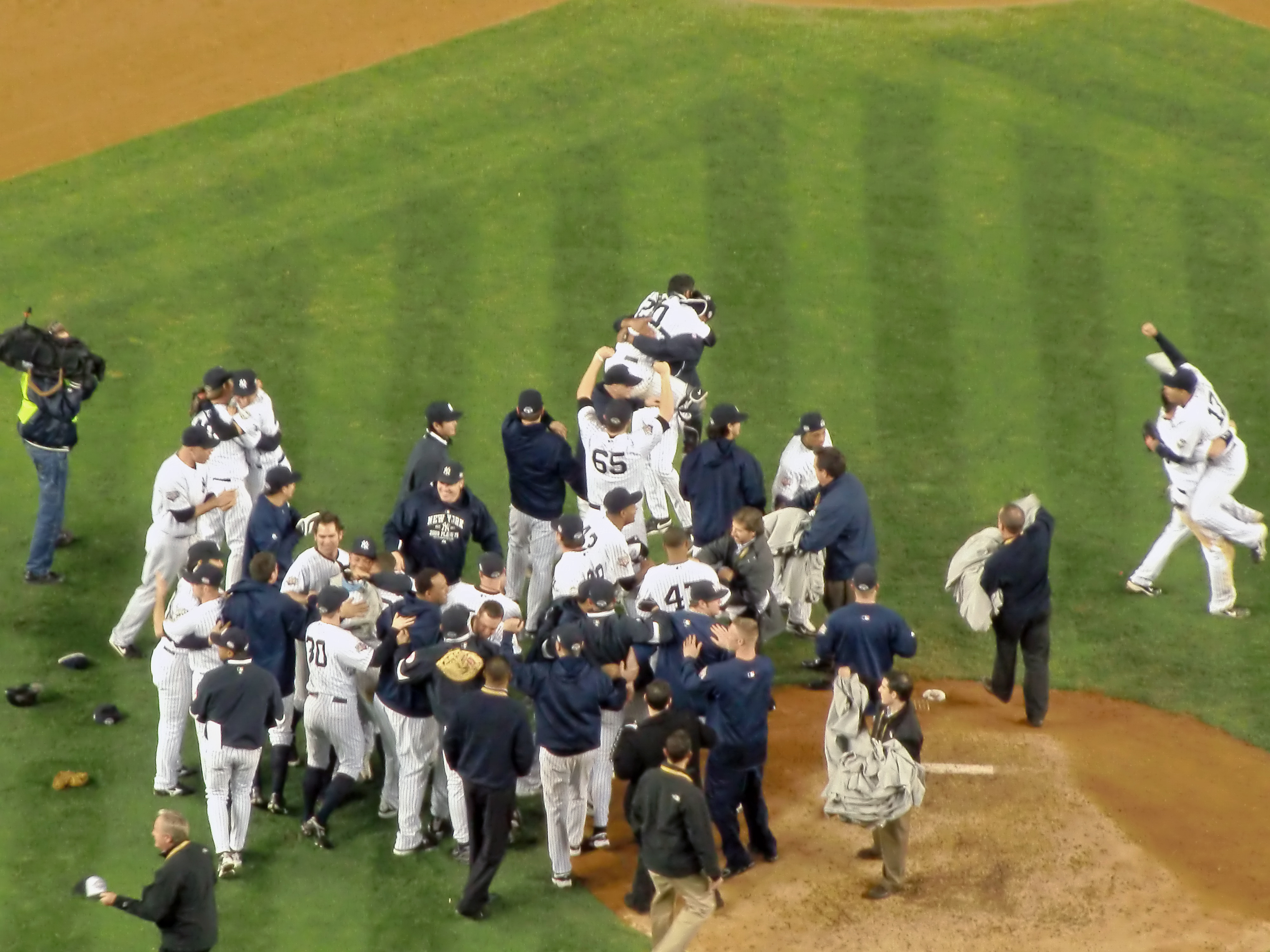
Les Yankees de New York remportent la Série mondiale 2009.

## Changements
Pour la première fois dans l'histoire, le calendrier prévoyait que la finale se prolongerait jusqu'en novembre. La Série mondiale s'était auparavant terminée en novembre en une seule occasion, en 2001. Le septième match de la série avait alors été joué le 4 novembre, mais le calendrier régulier et éliminatoire prévoyait initialement une finale présentée en octobre uniquement. Le calendrier avait été différé à la suite des attentats du 11 septembre aux États-Unis. La finale de 2009 s'est terminée en six parties le 4 novembre, égalant le record de la Série mondiale terminée le plus tardivement.
Par ailleurs, à la suite d'une décision annoncée en janvier 2009 par le commissaire Bud Selig, aucun match ne sera joué sur plus d'une journée, comme ce fut le cas lors de la Série mondiale 2008, alors que le cinquième affrontement s'était étalé sur trois jours en raison du mauvais temps à Philadelphie. Selig envisage aussi la possibilité de jouer des matchs en après-midi plutôt qu'en soirée, et a exclu qu'une partie soit disputée en terrain « neutre » en cas de circonstance exceptionnelle.
À la fin octobre 2009, les Ligues majeures annoncèrent que l'équipe d'arbitres qui serait en poste en Série mondiale serait constituée uniquement d'officiels ayant déjà arbitré en finale. Au cours de 24 des 25 précédentes Séries mondiales, au moins un arbitre n'ayant jamais travaillé en finale faisait partie de l'équipe. La décision de 2009 fut motivée par de nombreuses erreurs commises par les officiels au cours des deux rondes éliminatoires précédentes.

## Avantage du terrain
L'issue du match des étoiles 2009, le 14 juillet à Saint-Louis a déterminé que le représentant de la Ligue américaine sera l'hôte des matchs #1 et #2 de la Série mondiale, ainsi que des matchs #6 et #7 s'ils s'avéraient nécessaires.

## Équipes en présence
Les Yankees de New York, l'équipe la plus titrée de l'histoire du baseball, ont remporté leur 40e championnat de la Ligue américaine pour passer en Série mondiale pour la première fois depuis leur défaite de 2003 aux mains des Marlins de la Floride. Les Yankees avaient également échoué à leur tentative précédente, perdant contre Arizona en Série mondiale 2001, mais comptent le plus grand nombre de titres majeurs du sport professionnel nord-américain, soit 26 conquêtes de la Série mondiale avant cette série 2009. Leur dernière victoire datait de l'automne 2000.
En 2009, New York a conservé le meilleur dossier victoires-défaites des Ligues majeures (103-59), passant en un an de la troisième à la première place de la division Est. En séries éliminatoires, ils ont balayé en trois parties les Twins du Minnesota lors de la Série de division, pour ensuite éliminer quatre parties à deux les Angels de Los Angeles en Série de championnat. Les Yankees sont au passage demeurés invaincus en matchs d'après-saison au Yankee Stadium, leur nouveau domicile inauguré au printemps précédent. Leur défaite dans le premier match contre les Phillies fut leur premier revers à domicile en éliminatoires dans ce nouveau stade.
Les Phillies de Philadelphie ont remporté en 2009 leur troisième championnat consécutif dans la division Est de la Ligue nationale avec une fiche de 93 victoires contre 69 défaites. Au premier tour éliminatoire, ils ont battu les Rockies du Colorado trois parties à une, pour ensuite éliminer pour la deuxième année de suite les Dodgers de Los Angeles en Série de championnat, quatre victoires contre une. 
Les Phillies participaient à la Série mondiale pour le 6e fois de leur histoire. Ils comptent deux titres, ceux de 1980 et 2008. Ils étaient la première équipe depuis les Yankees (1998-2001) à retourner en Série mondiale l'année suivant la conquête du titre. Ils tentaient de devenir le quatrième club de la Ligue nationale et le premier depuis les Reds de Cincinnati de 1975-1976 à remporter deux Séries mondiales de suite.
Philadelphie et New York se sont affrontés trois fois en matchs inter-ligue au cours de la saison régulière 2009. Les trois parties furent disputées au Yankee Stadium et les Phillies remportèrent deux d'entre elles.

## Déroulement de la série

### Calendrier des rencontres
| Match | Date         | Visiteur                 | Hôte                     |       |
| ----- | ------------ | ------------------------ | ------------------------ | ----- |
| 1     | 28 octobre   | Phillies de Philadelphie | Yankees de New York      | 6 - 1 |
| 2     | 29 octobre   | Phillies de Philadelphie | Yankees de New York      | 1 - 3 |
| 3     | 31 octobre   | Yankees de New York      | Phillies de Philadelphie | 8 - 5 |
| 4     | 1er novembre | Yankees de New York      | Phillies de Philadelphie | 7 - 4 |
| 5     | 2 novembre   | Yankees de New York      | Phillies de Philadelphie | 6 - 8 |
| 6     | 4 novembre   | Phillies de Philadelphie | Yankees de New York      | 3 - 7 |

### Match 1

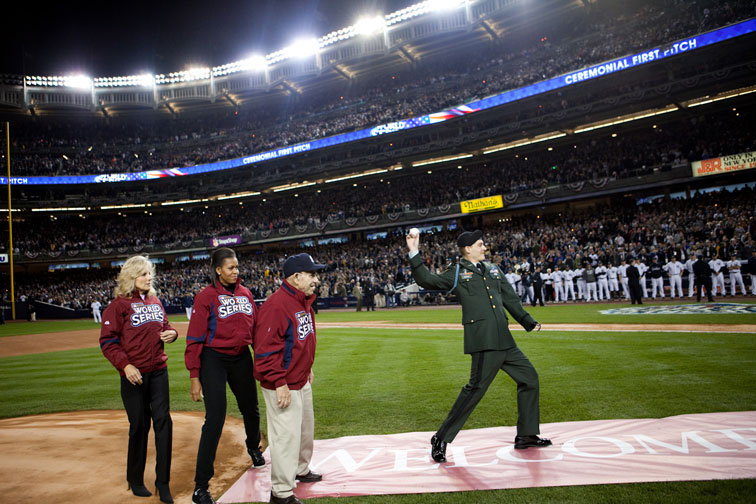
Tony Odierno, qui a perdu un bras en Irak effectue le lancer protocolaire du match #1 en présence de Jill Biden, Michelle Obama et Yogi Berra.

Mercredi 28 octobre 2009 au Yankee Stadium, New York, NY.
| Phillies de Philadelphie | 0 | 0 | 1 | 0 | 0 | 1 | 0 | 2 | 2 | 6 | 9 | 1 |
| Yankees de New York | 0 | 0 | 0 | 0 | 0 | 0 | 0 | 0 | 1 | 1 | 6 | 0 |
| Lanceurs partants : PHI : Cliff Lee NYY : CC Sabathia Vic. : Cliff Lee (1-0) Déf. : CC Sabathia (0-1) HRs : PHI : Chase Utley (1, 2) |   |   |   |   |   |   |   |   |   |   |   |   |

Ce premier match mettait aux prises deux lanceurs presque invincibles depuis le début des séries éliminatoires : CC Sabathia pour les Yankees et Cliff Lee pour les Phillies. Chase Utley a mené l'offensive de Philadelphie avec deux coups de circuit en solo contre Sabathia et la relève de New York a accordé 4 points dans les 2 dernières manches de jeu. Lee, de son côté, a lancé un match complet, accumulant 10 retraits sur des prises, dont 3 aux dépens d'Alex Rodriguez. Avec un point en fin de 9e manche, les Yankees évitèrent d'être blanchi pour la première fois de leur histoire dans un match #1 de Série mondiale mais concédèrent aux Phillies une victoire de 6-1.

### Match 2
Jeudi 29 octobre 2009 au Yankee Stadium, New York, NY.
| Phillies de Philadelphie | 0 | 1 | 0 | 0 | 0 | 0 | 0 | 0 | 0 | 1 | 6 | 0 |
| Yankees de New York | 0 | 0 | 0 | 1 | 0 | 1 | 1 | 0 | X | 3 | 8 | 0 |
| Lanceurs partants : PHI : Pedro Martinez NYY : A. J. Burnett Vic. : A. J. Burnett (1-0) Déf. : Pedro Martinez (0-1) Sauv. : Mariano Rivera (1) HRs: NYY : Hideki Matsui (1), Mark Teixeira (1) |   |   |   |   |   |   |   |   |   |   |   |   |

À son premier départ en Série mondiale depuis le triomphe des Red Sox de Boston en 2004, le vétéran Pedro Martinez offrit une solide performance au monticule pour les Phillies, mais sa performance fut éclipsée par celle de son vis-à-vis A.J. Burnett, qui mena les Yankees à un gain de 3-1 qui créait l'égalité dans la série.

### Match 3
Samedi 31 octobre 2009 au Citizens Bank Park, Philadelphie, Pennsylvanie.
| Yankees de New York | 0 | 0 | 0 | 2 | 3 | 1 | 1 | 1 | 0 | 8 | 8 | 1 |
| Phillies de Philadelphie | 0 | 3 | 0 | 0 | 0 | 1 | 0 | 0 | 1 | 5 | 6 | 0 |
| Lanceurs partants : NYY : Andy Pettitte PHI : Cole Hamels Vic. : Andy Pettitte (1-0) Déf. : Cole Hamels (0-1) HRs : NYY : Hideki Matsui (2), Alex Rodriguez (2), Nick Swisher (1) PHI : Jayson Werth (1, 2), Carlos Ruiz (1) |   |   |   |   |   |   |   |   |   |   |   |   |

De retour à domicile après avoir arraché une victoire au Yankee Stadium, les Phillies prirent les devants 3-0 dès la seconde manche, pour voir les champions de la Ligue américaine revenir de l'arrière face au héros de la précédente Série mondiale, Cole Hamels, chancelant devant ses partisans. Le festival offensif promis entre les deux clubs se concrétisa enfin alors que six circuits furent frappés, dont cinq en solo : Jayson Werth claqua deux longues balles pour Philadelphie et Carlos Ruiz ajouta un coup de quatre buts. Hideki Matsui, Alex Rodriguez et Nick Swisher répliquèrent pour les Yankees dans une victoire de 8-5.

### Match 4
Dimanche 1er novembre 2009 au Citizens Bank Park, Philadelphie, Pennsylvanie.
| Yankees de New York | 2 | 0 | 0 | 0 | 2 | 0 | 0 | 0 | 3 | 7 | 9 | 1 |
| Phillies de Philadelphie | 1 | 0 | 0 | 1 | 0 | 0 | 1 | 1 | 0 | 4 | 8 | 1 |
| Lanceurs partants : NYY : C.C. Sabathia PHI : Joe Blanton Vic. : Joba Chamberlain (1-0) Déf. : Brad Lidge (0-1) Sauv. : Mariano Rivera (2) HRs: PHI : Chase Utley (3), Pedro Feliz (1) |   |   |   |   |   |   |   |   |   |   |   |   |

Avec une égalité de 4-4 et deux retraits en début de 9e manche, les Yankees malmenèrent le releveur Brad Lidge. Johnny Damon amorça une poussée de deux points en obtenant un simple, puis il vola les deuxième et troisième buts. Mark Teixeira atteint les buts en étant atteint par un tir, puis Alex Rodriguez, discret jusque-là dans cette série finale, frappa un double productif brisant l'égalité. Un simple de deux points de Jorge Posada, le frappeur suppléant, porta la marque à 7-4 pour New York, puis Mariano Rivera vint retirer les Phillies dans l'ordre pour mettre fin au match et procurer aux Yankees une avance de 3-1 dans la série,.

### Match 5
Lundi 2 novembre 2009 au Citizens Bank Park, Philadelphie, Pennsylvanie.
| Yankees de New York | 1 | 0 | 0 | 0 | 1 | 0 | 0 | 3 | 1 | 6 | 10 | 0 |
| Phillies de Philadelphie | 3 | 0 | 3 | 0 | 0 | 0 | 2 | 0 | X | 8 | 9  | 0 |
| Lanceurs partants : NYY : A.J. Burnett PHI : Cliff Lee Vic. : Cliff Lee (2-0) Déf. : A.J. Burnett (1-1) Sauv. : Ryan Madson (1) HRs: PHI : Chase Utley (4, 5), Raul Ibanez (1) |   |   |   |   |   |   |   |   |   |   |    |   |

Philadelphie évita l'humiliation de voir New York remporter le titre sur le terrain adverse grâce à Chase Utley, qui canonna ses 4e et 5e longues balles de la finale, égalant le record de 5 circuits en Série mondiale établi en 1977 par une légende des Yankees, Reggie Jackson. Utley devenait aussi le deuxième joueur de l'histoire à connaître plus d'un match avec plusieurs circuits en finale. Willie Aikens, des Royals de Kansas City, avait accompli l'exploit aux dépens de Philadelphie en Série mondiale 1980.

### Match 6

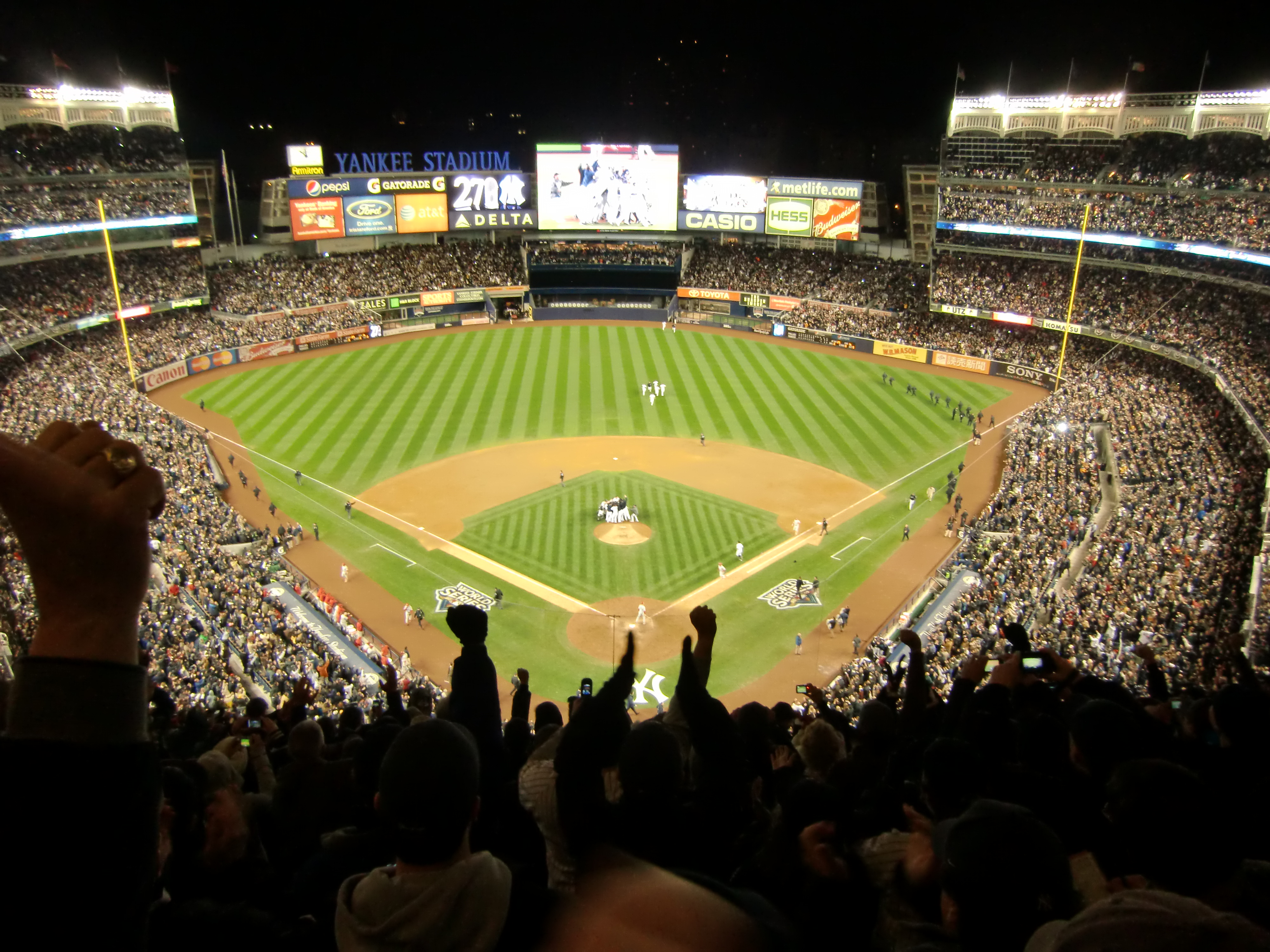
La victoire des Yankees de New York au Yankee Stadium.

Mercredi 4 novembre 2009 au Yankee Stadium, New York, NY.
| Phillies de Philadelphie | 0 | 0 | 1 | 0 | 0 | 2 | 0 | 0 | 0 | 3 | 6 | 0 |
| Yankees de New York | 0 | 2 | 2 | 0 | 3 | 0 | 0 | 0 | X | 7 | 8 | 0 |
| Lanceurs partants : PHI : Pedro Martinez NYY : Andy Pettitte Vic. : Andy Pettitte (2-0) Déf. : Pedro Martinez (0-2) HRs : PHI : Ryan Howard (1) NYY : Hideki Matsui (3) |   |   |   |   |   |   |   |   |   |   |   |   |

Hideki Matsui a donné les devants 2-0 aux Yankees avec un circuit de 2 points en 2e manche. Mais la vedette japonaise ne devait pas s'arrêter là : il ajouta un simple de 2 points en 3e puis un double de 2 points en 5e, produisant 6 des 7 points de son équipe, égalant par le fait même le record pour le plus grand nombre de points produits dans un match de Série mondiale. La marque avait été établie par Bobby Richardson, aussi des Yankees, en 1960. Mariano Rivera fut au monticule pour les 5 derniers retraits concrétisant ce gain de 7-3 des Yankees et leur 27e conquête du titre, leur premier depuis l'automne 2000.

## Joueur par excellence
Hideki Matsui, des Yankees de New York, a frappé 8 coups sûrs en seulement 13 présences au bâton dans les 6 parties de la série finale, pour une moyenne au bâton de ,615. Il a cogné 3 coups de circuit et produit 8 points. Dans le sixième match contre Philadelphie, il a égalé le record des majeures de six points produits dans un match de Série mondiale et a été nommé joueur par excellence de la série. Il devenait le premier joueur asiatique, le premier Japonais ainsi que le premier frappeur désigné à recevoir cet honneur.